# 浜松ターミナル開発
浜松ターミナル開発株式会社（はままつターミナルかいはつ）は静岡県浜松市に本社を置く日本の不動産会社。東海旅客鉄道(JR東海)の子会社（連結子会社）。
浜松駅に位置する商業施設「メイワン」「メイワン エキマチ」、駅前後区間の東海道新幹線高架橋下の駐車場などを管理・運営している。

## 沿革
- 1981年（昭和56年）4月 - コスタ開業
- 1988年（昭和63年）5月 - メイワン開業[1]
- 2006年（平成18年）11月 - メイワン エキマチ開業
- 2008年（平成20年）11月 - コスタを全面改築しビックカメラを核テナントとするメイワン ビックカメラ館開業